# À droite toute
Pour plus de détails, voir Fiche technique et Distribution.
À droite toute est une mini-série française de Marcel Bluwal, diffusé en 2008.

## Synopsis
L'histoire de la montée de l’extrême droite française juste avant la Seconde Guerre mondiale (1935 à 1939) en suivant la famille Salmon dont François est le fondateur des « Automobiles Salmon ». François est sensible aux idées de la « Cagoule » qu'il rejoint en opposition au Front populaire. Antisémites et anticommunistes, ils tentent d'organiser un complot visant à renverser la République avec, l'espèrent-ils, le soutien de l'armée. Mais le complot est découvert et le ministre de l'intérieur, Marx Dormoy, révèle à la presse son existence. Personne ne sortira indemne de l'histoire.

### 1repartie: Salmon
François Salmon présente ses modèles automobiles au Salon de l'Automobile avec sa fille Danielle. La cadette, Annie, prépare l'agrégation de philosophie. Pendant ce temps sa femme Simone le trompe avec Le Quesne  qui trempe dans l’extrême droite dont il est un virulent éditorialiste.

### 2epartie: Deloncle
Le torchon brule entre François Salmon et sa fille Danielle qui s'est mariée contre son gré. Cela va si loin qu'elle se suicide pendant son voyage de noces. Dans leur volonté de complot Eugène Deloncle envoie Le Quesne à Rome pour négocier l'achat d'armes aux fascistes italiens qui demanderont en échange l'assassinat de Carlo Rosselli et de son frère Sabatino, anti-fascistes réfugiés en France.

## Fiche technique
- Titre : À droite toute
- Réalisation : Marcel Bluwal
- Scénario : Marcel Bluwal et Jean-Claude Grumberg
- Musique : Antoine Duhamel
- Costumes : Edith Vesperini
- Photographie : Yves Dahan
- Montage : Cezary Grzesiuk
- Film français
- Production : Jean Labib, Rosine Robiolle, Hugues Deniset
- Sociétés de production : Compagnie des Phares et Balises, France 3, France 2, CNC, TV5 Monde
- Pays d'origine :  France
- Langue : Français
- Format : Couleurs
- Genre : film historique
- Durée : 208 minutes (2 épisodes)
- Dates de sortie France :
  - janvier 2008 (FIPA Biarritz 2008)
  - 6 février 2008 (Festival de Luchon)

## Distribution
Sauf indication contraire, source IMDb
- Bernard-Pierre Donnadieu : François Salmon
- Béatrice Agenin : Simone Salmon
- Samuel Labarthe : Robert Le Quesne
- Hervé Briaux : Jean-Luc Savary
- Didier Bezace : Eugène Deloncle
- Delphine Chuillot : Annie Salmon
- Florian Cadiou : Elie Mendelbaum
- Loïc Corbery : Adrien Gérard
- Hélène Degy : Danielle Salmon
- Arthur Vaughan-Whitehead : Marcel Bluwal enfant

### Par ordre alphabétique
- Michel Aumont : André Brosset
- Pierre Banderet : Blumel
- François Barbin : Le rédacteur
- Nicolas Beaucaire : Pierre Dalayrac
- Mathieu Bisson : Caron
- Jacques Boudet : Chanoine Vivié
- Nicolas Briançon :
- Julien Cafaro : Le brigadier de Salon-de-Provence
- Urbain Cancelier : Le docteur
- Paul de Launoy : Stanislas Houssenot
- Erick Desmarestz : François Méténier
- François Feroleto : Maurice Duclos
- Thierry Hancisse : Joseph Darnand
- Jean-Claude Jay : M Houssenot
- Jérôme Le Paulmier : Le boxeur
- Jean Lescot : Antoine
- Anne Loiret : Nanette
- Odile Mallet : Mère de Le Quesne
- Gérard Maro : Le petit fonctionnaire
- Robert Plagnol : Jean Filiol
- Patrick Raynal : Édouard Duseigneur
- Philippe Séjourné : Georges, le chauffeur de maître

## Autour du film
Le film utilise de nombreuses séquences d'actualités d'époque, en noir et blanc ou colorisées, intégrée au déroulement de l'intrigue.

## Distinctions
- FIPA Biarritz 2008 :
  - FIPA d'or acteur (Bernard-Pierre Donnadieu)
  - FIPA d'or musique (Antoine Duhamel )
  - FIPA d'argent série TV (Antoine Duhamel )
- Festival de Luchon 2008 :
  - Meilleur scénario (Marcel Bluwal et Jean-Claude Grumberg)